# 1913 în film
- 1912 în cinematografie — 1913 în cinematografie — 1914 în cinematografie

## Premiere românești
- Culesul viilor (film), regia Gheorghe Ionescu-Cioc, film pierdut
- Scheci cu Jack Bill, regia Aristide Demetriade, film pierdut
- Oțelul răzbună, regia Aristide Demetriade, film pierdut
- Joffre la Mizil , regia ?,	Doar 1 minut
- Amorurile unei prințese (Fedora?), regia Marioara Voiculescu, film pierdut
- Răzbunarea, regia Haralamb Lecca, film pierdut
- Un leac pentru soacre, regia Vladimir Maximilian, film pierdut
- Urgia cerească, regia Constantin Radovici, film pierdut
- Bastard , regia Constantin Radovici, film pierdut
- Comoara furată, regia Nick Winter, film pierdut
- Iulian în creațiunile sale de mahala (O horă la țară), regia ?, film pierdut
- Trădător fără voie (Crimele hipnotismului), regia Pierre d'Allik, film pierdut
- Fiica de pescar, regia Marioara Voiculescu, film pierdut
- Remușcarea, regia Marioara Voiculescu, film pierdut
- Studentul, regia Marioara Voiculescu, film pierdut
- Zăpăcilă se însoară, regia Marioara Voiculescu, film pierdut
- Voiaj pe Dunăre, regia Marioara Voiculescu, film pierdut
- Ghinionul, regia ?, film pierdut

## Filme produse în 1913
- Addio giovinezza!
- The Adventures of Kathlyn
- American Born
- Article 47, L'
- Antony and Cleopatra
- Arizona
- At Midnight
- Atlantis
- The Bangville Police
- The Student of Prague (film din 1913)
- Barney Oldfield's Race for a Life
- The Bartered Bride
- The Battle at Elderbush Gulch
- Beautiful Bismark
- The Caged Bird
- Calamity Anne's Beauty
- Calamity Anne's Dream
- The Battle of Gettysburg
- Calamity Anne's Inheritance
- Calamity Anne's Vanity
- Calamity Anne, Heroine
- Caprice
- The Cub Reporter's Temptation
- David Copperfield
- David Garrick (film din 1913)
- A Desperate Chance
- Dr. Jekyll and Mr. Hyde
- L'Enfant de Paris
- Evidence of the Film
- The Face at the Window
- Fantômas - À l'ombre de la guillotine
- The Fire Coward
- The Flirt and the Bandit
- For Her Boy's Sake
- For the Crown
- For the Flag
- For the Peace of Bear Valley
- A Forest Romance
- The Game Warden
- The Girl and the Greaser
- The Grasshopper and the Ant
- The Greater Love
- Hamlet
- The Haunted House (film din 1913)
- The Heart of a Fool
- Her Big Story
- Her Gallant Knights
- Hinemoa
- His Wife's Child
- The House in the Tree
- The Idol of Bonanza Camp
- In the Bishop's Carriage
- In the Firelight
- In the Mountains of Virginia
- The Influence of a Child
- Ingeborg Holm
- Ivanhoe
- Justice of the Wild
- Juve contre Fantômas
- The Lady Killer
- The Last Days of Pompeii
- Mabel's Awful Mistakes
- The Mirror
- A Mix-Up in Pedigrees
- Moondyne
- Le Mort qui tue
- The Mothering Heart
- Mrs. Carter's Campaign
- The New Conductor
- The Night Before Christmas
- Nursery Favorites
- The Oath of Pierre
- The Other (Der Andere)
- The Oath of Tsuru San
- Our Wives
- Personal Magnetism
- Più forte che Sherlock Holmes (regia Giovanni Pastrone)
- The Proof of the Man
- The Pursuit of the Smugglers
- Quicksands
- Raja Harishchandra
- Rick's Redemption
- The Rose of San Juan
- A Sawmill Hazard
- Scrooge
- The Sea Wolf, pe baza romanului lui Jack London
- The Scimitar of the Prophet
- The Shoemaker and the Doll
- The Shriner's Daughter
- Il sire di Vincigliata
- Some Fools There Were
- The Speed Kings
- The Speed Queen
- The Spender
- The Tale of the Ticker
- Through the Neighbor's Window
- Through the Sluice Gates
- Traffic in Souls
- Transported
- Trapped in a Forest Fire
- Truth in the Wilderness
- Twilight of a Woman's Soul
- Unto the Third Generation
- The Unwelcome Guest
- The Werewolf
- When Lincoln Paid
- While There's Life
- Woman's Honor
- Zhuangzi Tests His Wife